# Terre rare

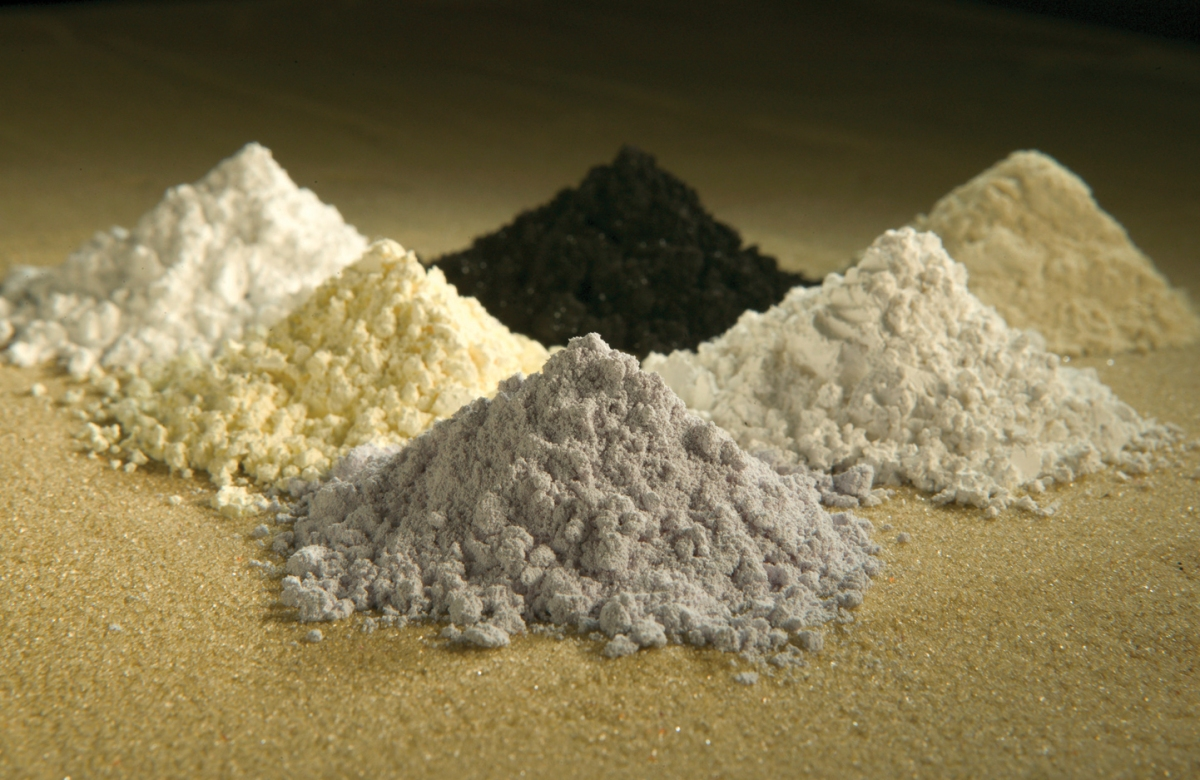
Ossidi di terre rare

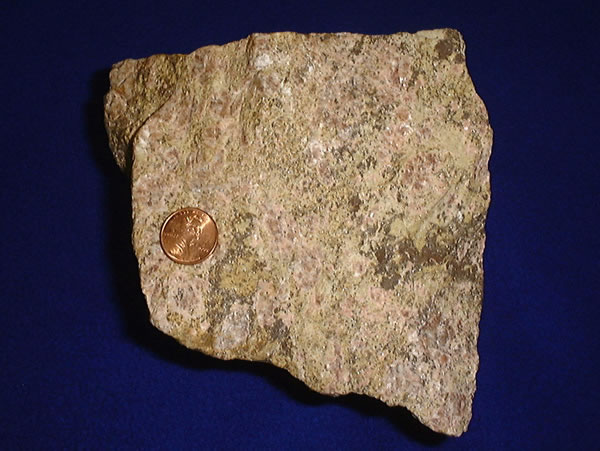
Minerale di una terra rara

Secondo la definizione della IUPAC, le terre rare (in inglese rare-earth elements o rare-earth metals) sono un gruppo di 17 elementi chimici della tavola periodica, precisamente scandio, ittrio e i lantanoidi. Scandio e ittrio sono considerati "terre rare" poiché generalmente si trovano negli stessi depositi minerari dei lantanoidi ed hanno proprietà chimiche simili.

## Etimologia e nomenclatura
Il termine "terra rara" deriva dai minerali dai quali vennero isolati per la prima volta, che erano ossidi non comuni trovati nella gadolinite estratta da una miniera nel villaggio di Ytterby, in Svezia. In realtà, con l'eccezione del promezio che è molto instabile, gli elementi delle terre rare si trovano in concentrazioni relativamente elevate nella crosta terrestre.
Vengono abbreviate in RE (Rare Earths), REE (Rare Earth Elements) o REM (Rare Earth Metals); generalmente vengono suddivise in terre rare leggere (LREE, dal lantanio al promezio), medie (MREE, dal samario all'olmio) e pesanti (HREE, dall'erbio al lutezio).

## Storia
Le terre rare cominciano a essere note con la scoperta del minerale nero itterbite (noto anche come gadolinite) da parte di Carl Axel Arrhenius nel 1787, in una cava nel villaggio svedese di Ytterby.
| Z  | Simbolo | Nome        | Etimologia                                                                                |
| -- | ------- | ----------- | ----------------------------------------------------------------------------------------- |
| 21 | Sc      | Scandio     | Dal latino Scandia (Scandinavia), dove venne scoperto il primo minerale di terre rare.    |
| 39 | Y       | Ittrio      | Dal villaggio di Ytterby, in Svezia, dove venne scoperto il primo minerale di terre rare. |
| 57 | La      | Lantanio    | Dal greco lanthano ("sono nascosto").                                                     |
| 58 | Ce      | Cerio       | Da Cerere, dea romana della fertilità.                                                    |
| 59 | Pr      | Praseodimio | Dal greco prasios ("verde") e didymos ("gemello").                                        |
| 60 | Nd      | Neodimio    | Dal greco neo ("nuovo") e didymos ("gemello").                                            |
| 61 | Pm      | Promezio    | Dal Titano Prometeo, che portò il fuoco agli uomini.                                      |
| 62 | Sm      | Samario     | Da Vasilij Samarskij-Bychovec, che scoprì il minerale samarskite.                         |
| 63 | Eu      | Europio     | Dal continente Europa.                                                                    |
| 64 | Gd      | Gadolinio   | Da Johan Gadolin (1760-1852), per onorare i suoi studi sulle terre rare.                  |
| 65 | Tb      | Terbio      | Dal villaggio di Ytterby.                                                                 |
| 66 | Dy      | Disprosio   | Dal greco dysprositos ("difficile da raggiungere").                                       |
| 67 | Ho      | Olmio       | Dal latino Olmia (Stoccolma), città natale dei suoi scopritori.                           |
| 68 | Er      | Erbio       | Dal villaggio di Ytterby.                                                                 |
| 69 | Tm      | Tulio       | Dalla terra mitologica di Thule.                                                          |
| 70 | Yb      | Itterbio    | Dal villaggio di Ytterby.                                                                 |
| 71 | Lu      | Lutezio     | Da Lutezia, città che divenne poi Parigi.                                                 |

L'itterbite, rinominata gadolinite nel 1800, fu analizzata da Johan Gadolin, un professore dell'Università di Turku, che trovò un ossido sconosciuto che chiamò "ytteria", dal finlandese yty. Anders Gustaf Ekeberg isolò il berillio dalla gadolinite ma non riuscì a riconoscere gli altri elementi contenuti nel minerale. Dopo questa scoperta, nel 1794 un minerale proveniente da Bastnäs vicino a Riddarhyttan, in Svezia, che si pensava fosse un minerale di ferro e tungsteno, fu riesaminato da Jöns Jacob Berzelius e Wilhelm Hisinger. Nel 1803 essi ottennero un ossido bianco che chiamarono "ceria". Martin Heinrich Klaproth scoprì indipendentemente lo stesso ossido, che chiamò "ochroia".
Nel 1803 erano quindi note due terre rare, l'ittrio e il cerio, e ci vollero 30 anni ai ricercatori per determinare gli altri elementi contenuti in quei minerali in quanto la loro separazione era molto difficile a causa delle proprietà chimiche molto simili.
Dal 1839 fino ai primi anni del Novecento vennero separati e scoperti gli altri elementi.
Nel 2024 è stato scoperto in Norvegia il più grande giacimento di terre rare del continente europeo.

## Applicazioni tecnologiche
Le terre rare sono utilizzate in molti apparecchi tecnologici:
- superconduttori[6];
- magneti[6];
- alliganti in numerose leghe metalliche;
- catalizzatori[6];
- componenti di veicoli ibridi[6];
- applicazioni di optoelettronica (ad esempio laser Nd:YAG);
- fibre ottiche (erbio);
- risonatori a microonde (sfere di YIG, ovvero Yttrium iron garnet);
- gli ossidi delle terre rare sono mescolati al tungsteno per migliorare le sue proprietà alle alte temperature per saldature, rimpiazzando il torio che può risultare pericoloso da lavorare.

## Produzione
Le principali fonti di terre rare sono i minerali bastnasite, monazite e loparite, e le argille lateritiche. Nonostante la loro abbondanza relativamente alta, le terre rare sono più difficili da estrarre rispetto alle equivalenti fonti dei metalli di transizione (dovuto in gran parte alle loro proprietà chimiche molto simili), rendendole relativamente costose. Il loro uso industriale è stato molto limitato finché non si sono sviluppate efficienti tecniche di separazione, come lo scambio ionico, la cristallizzazione frazionata e l'estrazione liquido-liquido tra la fine degli anni cinquanta e l'inizio degli anni 1960.

Produzione globale 1950-2000

Dal punto di vista della distribuzione mondiale, fino al 1948 la maggior parte delle terre rare del mondo provenivano dai depositi di sabbia indiani e brasiliani. Durante gli anni cinquanta il Sudafrica divenne la principale fonte di terre rare. Furono scoperti anche notevoli giacimenti a Mountain Pass, in California (Stati Uniti), che tra il 1965 e il 1985 circa furono i giacimenti più produttivi del mondo. Dopo il 1985 circa si impose sempre maggiormente la Cina, che produce oggi oltre il 95% della fornitura mondiale di terre rare.
L'utilizzo di terre rare nella tecnologia moderna è cresciuto notevolmente negli anni passati. Ad esempio il disprosio ha acquisito un'importanza significativa per il suo utilizzo nella costruzione di motori di veicoli ibridi. Questa forte richiesta, che supera l'attuale offerta di 40.000 tonnellate anno, ha incentivato a tal punto la produzione che ci potrebbe presto essere il rischio di un esaurimento dei giacimenti noti, a meno che non vengano scoperte nuove fonti.
Tutte le terre rare pesanti del mondo (come il disprosio) provengono da depositi cinesi come quello di Bayan Obo. Miniere illegali di terre rare sono comuni nella Cina rurale e sono note per rilasciare rifiuti tossici nelle risorse idriche.
Per evitare carenze e il monopolio cinese sono state cercate altre fonti di terre rare, specialmente in Sudafrica, Brasile, Canada e Stati Uniti. In Africa la compagnia di mercenari russi Wagner è entrata nella disputa di alcuni giacimenti di terre rare Una miniera di terre rare in California è stata riaperta nel 2012, mentre altri siti importanti sono quelli canadesi di Thor Lake nei Territori del Nord-Ovest e del Quebec. Di un certo interesse sono anche alcuni depositi individuati in Vietnam.

## Distribuzione geologica
A causa della contrazione lantanoidea, l'ittrio, ha dimensioni ioniche (raggio assunto dall'atomo, privato o fornito di una certa quantità di elettroni di valenza) simili al disprosio e agli elementi vicini. A causa della diminuzione graduale nelle dimensioni ioniche all'aumentare del numero atomico, le terre rare sono sempre state difficili da separare. Perfino in tempi geologici lunghi eoni, la separazione geochimica dei lantanoidi si è limitata a una non chiara separazione tra le terre rare leggere e quelle pesanti. Questo spartiacque geochimico si riflette nelle prime due terre rare che furono scoperte, l'ittrio nel 1794 e il cerio nel 1803. Il minerale originariamente trovato conteneva un'intera miscela delle altre terre rare associate.
I minerali delle terre rare generalmente sono costituiti per la maggior parte da un gruppo sull'altro, a seconda di quale dimensione sia ottimale per il reticolo strutturale. Così, tra i fosfati anidri delle terre rare, lo xenotime incorpora l'ittrio e le terre rare pesanti, mentre la monazite incorpora preferenzialmente il cerio e le terre rare leggere. Le dimensioni minori delle terre rare pesanti conferiscono loro una maggiore solubilità nei minerali che costituiscono le rocce del mantello terrestre, mentre presentano minore arricchimento nella crosta terrestre (rispetto alle terre rare leggere). Ciò ha delle conseguenze economiche: sono noti e molto sfruttati grandi depositi minerari delle terre rare leggere, mentre quelli delle terre rare pesanti tendono a essere più rari, piccoli e meno concentrati.
La maggior parte della fornitura attuale di ittrio si origina da depositi di argille della Cina meridionale. Alcune di queste argille forniscono concentrati contenenti circa il 65% di ossido di ittrio, con le terre rare pesanti presenti in rapporti che riflettono la regola di Oddo-Harkins: terre rare di numero atomico pari con abbondanza di circa il 5% ognuno, quelle di numero atomico dispari con abbondanza di circa l'1% ognuno. Composizioni simili si trovano nello xenotime o nella gadolinite.
Tra i minerali che contengono ittrio e le terre rare pesanti ci sono gadolinite, xenotime, samarskite, euxenite, fergusonite, ittrotantalite, ittrotungstite, ittrofluorite, thalenite, ittrialite. Piccole quantità si trovano anche nello zircone (che deve la sua tipica fluorescenza gialla da alcune terre rare pesanti) e nell'eudialite. Depositi di uranio in Ontario hanno occasionalmente prodotto ittrio come sottoprodotto.
Tra i minerali che contengono cerio e le terre rare leggere ci sono bastnasite, monazite, allanite, loparite, ancilite, parisite, lantanite, chevkinite, cerite, stillwellite, britholite, fluocerite-(Ce) e cerianite. Per anni la monazite (sabbie marine da Brasile, India o Australia; rocce dal Sudafrica), bastnasite (da Mountain Pass, in California, o da molte località della Cina) e loparite (penisola di Kola, in Russia) sono state le principali fonti di cerio e terre rare leggere.
In natura sono presenti in concentrazioni dell'ordine di alcuni grammi per ogni tonnellata di roccia; l'oro è un elemento mille volte più raro, rinvenibile in concentrazioni dell'ordine di alcuni milligrammi per tonnellata. La loro rarità Non deriva tanto dalla scarsità all'interno della crosta terrestre, quanto piuttosto alla bassa numerosità dei giacimenti in cui l'estrazione è economicamente conveniente.

## Geochimica
La classificazione delle REE viene di norma effettuata in base al loro peso e spesso risulta essere incoerente tra diversi autori. Una delle classificazioni più comuni si basa sulla suddivisione delle REE in 3 gruppi: terre rare leggere (LREE – da 57La a 64Nd), intermedie (MREE – da 62Sm a 67Ho) e pesanti (HREE – dal 68Er al 71Lu). Le REE di norma si presentano come ioni trivalenti, eccezione fatta per Ce ed Eu i quali possono assumere la forma di Ce4+ ed Eu2+ a seconda delle condizioni redox del sistema.
Al contrario dell’Y, i lantanidi sono caratterizzati dal progressivo riempimento dell’orbitale 4f. Quest’ultimo non è l’orbitale più esterno e quindi gli elettroni in esso contenuti non fanno parte degli elettroni di valenza i quali sono invece rappresentati dai 2 elettroni nell’orbitale 6s e dal singolo elettrone nell’orbitale 5d. Questo comportamento elettronico è messo in evidenza dalla funzione di distribuzione radiale degli elettroni attorno al nucleo dei lantanidi per i vari orbitali esterni, da cui si evince che la funzione relativa all’orbitale 4f è più prossima al nucleo dell’elemento rispetto a quelle degli orbitali 6s e 5d. Questo non si applica all’Y poiché non possiede elettroni negli orbitali 4f. La configurazione elettronica esterna risulta quindi uguale per i tutti lantanidi, essendo [Xe]4fn6s25d1 in forma neutra e [Xe]4fn6s05d0 nella forma ionica. Da ciò ne consegue una sostanziale identità nella reattività chimica dei lantanidi che si traduce in un comportamento seriale durante i processi geochimici piuttosto che essere caratteristico di un singolo elemento.
Un fattore di distinzione nel comportamento geochimico degli elementi delle REE è dovuto alla cosiddetta contrazione lantanidica, la quale rappresenta una diminuzione del raggio atomico/ionico degli elementi lungo la serie e che risulta essere maggiore del previsto. Questo è determinato dalla variazione dell’effetto schermante la carica nucleare dovuto al progressivo riempimento dell’orbitale 4f che agisce nei confronti degli elettroni degli orbitali 6s e 5d. La contrazione lantanidica influenza la geochimica dei lantanidi, i quali mostrano un comportamento differente a seconda dei sistemi e dei processi in cui sono coinvolti. Essa ha un effetto diretto sul comportamento delle REE sia in un sistema geochimico di tipo CHARAC (CHArge-and-RAdius-Controlled dove elementi con carica e raggio simili dovrebbero mostrare un comportamento geochimico coerente, sia nei sistemi di tipo non-CHARAC – come ad esempio le soluzioni acquose – dove anche la struttura elettronica è un importante parametro da prendere in considerazione in quanto la contrazione lantanidica influisce sul potenziale ionico Z/r. Una diretta conseguenza è che, durante la formazione di legami di coordinazione, il comportamento delle REE cambi in maniera graduale lungo la serie. La contrazione lantanidica, inoltre, fa sì che il raggio ionico dell’Ho3+ (0,901 Å) sia quasi identico a quello dell’Y3+ (0,9 Å), giustificando l’inclusione di quest’ultimo tra gli elementi delle REE.
Lo studio geochimico delle terre rare non viene effettuato sulle concentrazioni assolute, come viene fatto di norma con altri elementi chimici, bensì sulle concentrazioni normalizzate al fine di studiarne il comportamento seriale. La normalizzazione (o standardizzazione) permette di evitare il problema legato alla maggiore abbondanza, in natura, degli elementi con numero atomico pari rispetto a quelli con numero atomico dispari, coerentemente alla regola di Oddo-Harkins. La normalizzazione viene effettuata dividendo le concentrazioni analitiche di ogni elemento della serie per la concentrazione dello stesso elemento in un determinato standard, secondo l’equazione:
{\displaystyle [REE_{i}]_{n}={\frac {[REE_{i}]_{sam}}{[REE_{i}]_{std}}}}
dove {\displaystyle n} indica la concentrazione normalizzata, {\displaystyle {[REE_{i}]_{sam}}} la concentrazione analitica dell’elemento {\displaystyle i} misurata nel campione oggetto di studio e {\displaystyle {[REE_{i}]_{std}}} la concentrazione dello stesso elemento nel materiale di riferimento.
Esempi di standard solitamente utilizzati per la normalizzazione sono il Post Archean Australian Shale (PAAS) o la Condrite.
Riportando le concentrazioni delle REE normalizzate contro il numero atomico, è possibile osservarne l’andamento seriale. Da questi andamenti o “pattern” si ottengono informazioni riguardanti il sistema sotto esame e i processi geochimici che vi hanno luogo in base alla loro forma generale o grazie alla presenza (o all’assenza) di cosiddette “anomalie”. Queste ultime rappresentano degli arricchimenti (anomalie positive) o impoverimenti (anomalie negative) di specifici elementi lungo la serie e sono riconoscibili graficamente come dei “picchi” positivi o negativi lungo i pattern. Le anomalie sono quantificabili numericamente come il rapporto tra la concentrazione normalizzata dell’elemento che mostra l’anomalia e quella prevedibile in base alla media delle concentrazioni normalizzate dei due elementi in posizione precedente e successiva nella serie, secondo l’equazione:
{\displaystyle {\frac {REE_{i}}{REE_{i}^{*}}}={\frac {[REE_{i}]_{n}*2}{[REE_{i-1}]_{n}+[REE_{i+1}]_{n}}}}
dove {\displaystyle [REE_{i}]_{n}} è la concentrazione normalizzata dell’elemento {\displaystyle i} di cui si vuole calcolare l’anomalia,{\displaystyle [REE_{i-1}]_{n}} e {\displaystyle [REE_{i+1}]_{n}}le concentrazioni normalizzate degli elementi rispettivamente precedente e successivo lungo la serie.
La forma specifica dei pattern e la presenza o meno di anomalie permette di carpire informazioni sui processi del sistema in esame.

### Esempi di utilizzo delle REE come traccianti
Le REE hanno mostrato di essere validi traccianti per una vasta gamma di processi geochimici in diversi ambienti. Di seguito sono riportati alcuni esempi di come le REE possono essere applicate in campo geochimico.

#### REE come indicatori di sversamento di acque reflue in acque naturali
I pattern delle REE in acque naturali dimostrano di essere un ottimo indicatore di sversamenti di acque reflue di ospedali nell’ambiente. Questo è possibile grazie alla presenza di pronunciate anomalie positive di Gd nei pattern delle REE delle acque naturali nelle vicinanze di centri urbani densamente popolati o industrializzati. Ciò indica che le anomalie positive di Gd sono in parte di origine antropogenica. È stato dimostrato infatti che esse sono dovute all’utilizzo dell’acido gadopentetico, Gd(DTPA)2-, come agente di contrasto per la risonanza magnetica. L’elevata stabilità del Gd(DTPA)2- e la sua bassa reattività con il particolato nell'acqua permettono la distinzione tra l’apporto antropogenico di Gd e quello naturale, conferendo a questo elemento una grande utilità come tracciante per lo sversamento di acque reflue mediche in acque naturali.

#### REE come indicatori dell’età di un petrolio
Il comportamento delle terre rare in soluzione è fortemente influenzato dalla materia organica. Questo accade perché le REE mostrano una forte affinità per i gruppi funzionali contenenti ossigeno. Questa loro particolare caratteristica permette di valutare il livello di maturità degli olii naturali (petroli) poiché questi ultimi, durante le loro fasi di maturazione, sono caratterizzati da costanti processi di decarbossilazione termica che portano all’eliminazione dei gruppi carbossilici del petrolio sotto forma di CO2(g). Visto che i gruppi carbossilici rappresentano uno dei principali siti per la complessazione delle REE nella materia organica, la loro diminuzione si ripercuote negativamente sul contenuto delle REE nella frazione idrocarburica. Petroli con elevato numero di gruppi carbossilici esposti avranno una maggiore concentrazione di terre rare e, viceversa, quelli con un ridotto numero di gruppi carbossilici avranno una concentrazione di REE inferiore. Le REE nel petrolio permettono quindi di giudicare lo stato di maturità di un petrolio in base alla loro concentrazione.

## Situazione in Europa
La Cina fornisce circa il 98% delle terre rare, la Turchia il 98% del borato, il Sudafrica il 71% del platino e una percentuale ancora maggiore dell’iridio, del rodio e del rutenio, il Cile il 78% del litio e singole aziende UE percentuali dell’afnio e dello stronzio.
Tra il 2023 e 2024 sono stati scoperti i primi giacimenti europei nella contea di Norbotten a Kiruna (1.5 milioni di tonnellate) e nella contea di Telemark (8.8 milioni di tonnellate).
Dal 1º ottobre 2024 la Cina mette in atto il monopolio della proprietà statale sull'intera catena di fornitura delle terre rare.